# Joseph Gergonne
Joseph Diez Gergonne, född 19 juni 1771 i Nancy, död 4 maj 1859 i Montpellier, var en fransk matematiker. 
Gergonne var först löjtnant i artilleriet, men verkade därefter som professor i matematik, först i Nîmes, senare i Montpellier. Han var grundläggare samt 1810–31 utgivare av Annales de mathématiques pures et appliquées, vartill han lämnade många betydande bidrag. Av dessa kan nämnas hans uppställning av dualitetsprincipen för figurer sammansatta av punkter, räta linjer och plan.